# یک زندگی تلخ و شیرین
یک زندگی تلخ و شیرین (انگلیسی: A Bittersweet Life; کره‌ای: 달콤한 인생) فیلم نئو-نوآر درام اکشن محصول سال ۲۰۰۵ کره جنوبی به نویسندگی و کارگردانی کیم جی وون است. این فیلم در ۱ آوریل ۲۰۰۵ در کره جنوبی منتشر شد. این فیلم در بخش خارج از رقابت جشنواره فیلم کن ۲۰۰۵ به نمایش درآمد.

## بازیگران
- لی بیونگ هون در نقش کیم سون وو
- کیم یونگ چول در نقش آقای کانگ
- شین مین آ در نقش مون هی سو
- کیم روی ها در نقش مون سوک
- لی کی یونگ در نقش اوه مو سونگ
- اوه دال سو در نقش میونگ گو
- کیم ته گون در نقش ته وونگ
- کیم هان در نقش سه یون
- جین گو در نقش مین گی
- جون گوک هوان در نقش بک
- کیم سونگ اوه در نقش زیردست اوه مو سونگ
- جونگ یو می در نقش می ئه

### حضور ویژه
- هوانگ جونگ مین در نقش بک ده شبک
- اریک مون در نقش ته گو